# Fernando Pacheco
Fernando Pacheco Rivas (Má, Província de Cañete, 26 de junho de 1999) é um futebolista peruano que atua como ponta. Atualmente joga pelo Sporting Cristal.

## Carreira

### Sporting Cristal
Em 3 de março de 2018 marcou seu primeiro gol como profissional na goleada de Cristal por 5 a 0 sobre Universidade de San Martín. Converteu ao todo três gols nos 17 jogos que jogou, colaborando na obtenção do Campeonato Descentralizado 2018, pese a estar lesionado vários meses.

### Fluminense
No dia 13 de janeiro de 2020, o atleta foi anunciado oficialmente pelo Fluminense. No dia 15 de março, ele marcou seu primeiro gol vestindo a camisa tricolor sobre o Vasco da Gama, no jogo em que ficou 2-0 para o Tricolor das Laranjeiras na terceira rodada da Taça Rio.

### Juventude
Em 10 de maio de 2021, Fernando Pacheco assinou com o Juventude por empréstimo até o final da temporada.

## Seleção peruana
Em abril de 2019, foi convocado à Seleção sub-23 de Peru por Nolberto Solano para o primeiro período de treinos visando os Jogos Panamericanos de 2019, no entanto não chegou a entrar na convocação final. Devido as boas atuações, Pacheco foi convocado para o Torneio Preolímpico Sudamericano Sub-23 de 2020.

## Títulos
Seleção Peruana Sub-17
- Medalha de Ouro no Jogos Olímpicos de Verão da Juventude: 2014[nota 1]

Fluminense
- Taça Rio: 2020